# Talmo Oliveira
Talmo Curto de Oliveira, conhecido simplesmente como Talmo, (Itabira, 10 de outubro de 1969) é um ex-voleibolista brasileiro.
Atuando a posição de levantador, integrou o elenco brasileiro que conquistou a medalha de ouro nos Jogos Olímpicos de 1992 em Barcelona. Jogou pela Pirelli.
Atualmente é professor e coordenador na Faculdade UNA em Belo Horizonte. Foi treinador do Sesi conquistando o Sul-Americano de Vôlei 2014 consequentemente se classificando para o Mundial.
Foi vice campeão da Superliga 2009/2010 com o BMG/Montes Claros.